# KDE Gear
KDE Gear ist eine Zusammenstellung von Anwendungsprogrammen und dazugehörigen Bibliotheken, die von KDE entwickelt und vierteljährlich veröffentlicht werden. Sie werden hauptsächlich für Linux entwickelt, einige der Anwendungen sind allerdings auch für andere Betriebssysteme wie Windows oder MacOS erhältlich.
Zu den Anwendungen gehören unter anderem der Dateimanager Dolphin, das Videoschnittprogramm Kdenlive oder der Dokumentenbetrachter Okular. KDE Gear ist der Nachfolger der KDE Software Compilation.